# Бети-пахуин

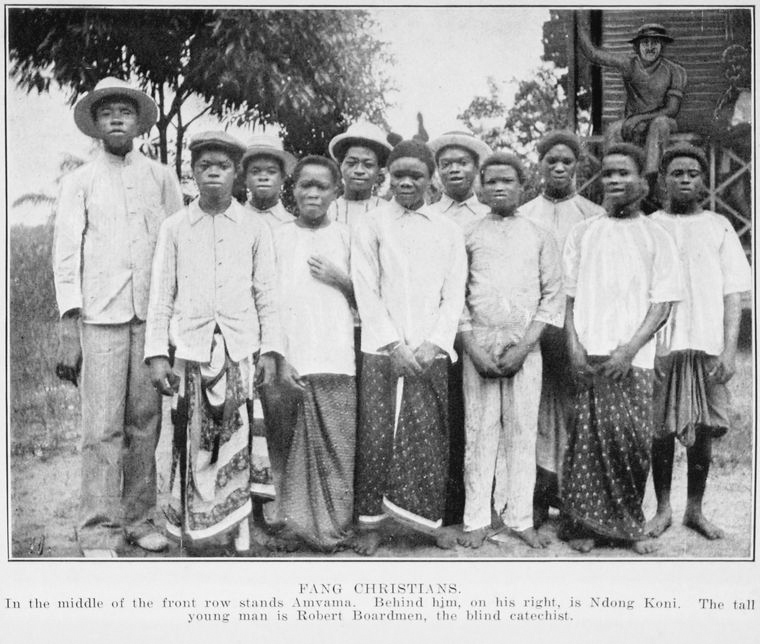
Христиане фанг. 1912 год

Бети-пахуин — группа родственных народов, распространившихся в районах тропических лесов Камеруна, Республики Конго, Экваториальной Гвинеи, Габона и Сан-Томе и Принсипи. Хотя они разделяют себя на несколько отдельных племён, все они имеют общее происхождение, историю и культуру. В начале XXI века насчитывают более 3 миллионов человек и образуют самую большую этническую группу в Центральном Камеруне и его столице Яунде, Габоне и Экваториальной Гвинее.

## Описание
Бети-Пахуин состоит из более чем 20 отдельных народов. Они обитают на территории лесов и холмов, которые простираются от реки Санага на севере до Экваториальной Гвинеи и северных районов Габона и Конго на юге и от Атлантического океана к западу до реки Дья на востоке.
В состав племен Бети-Пахуин входят племена Бети, Фанг, Булу и др.

## Язык
Язык Бети относится к Нигера-конголезской подгруппе языковой семьи Банту.

## Религия

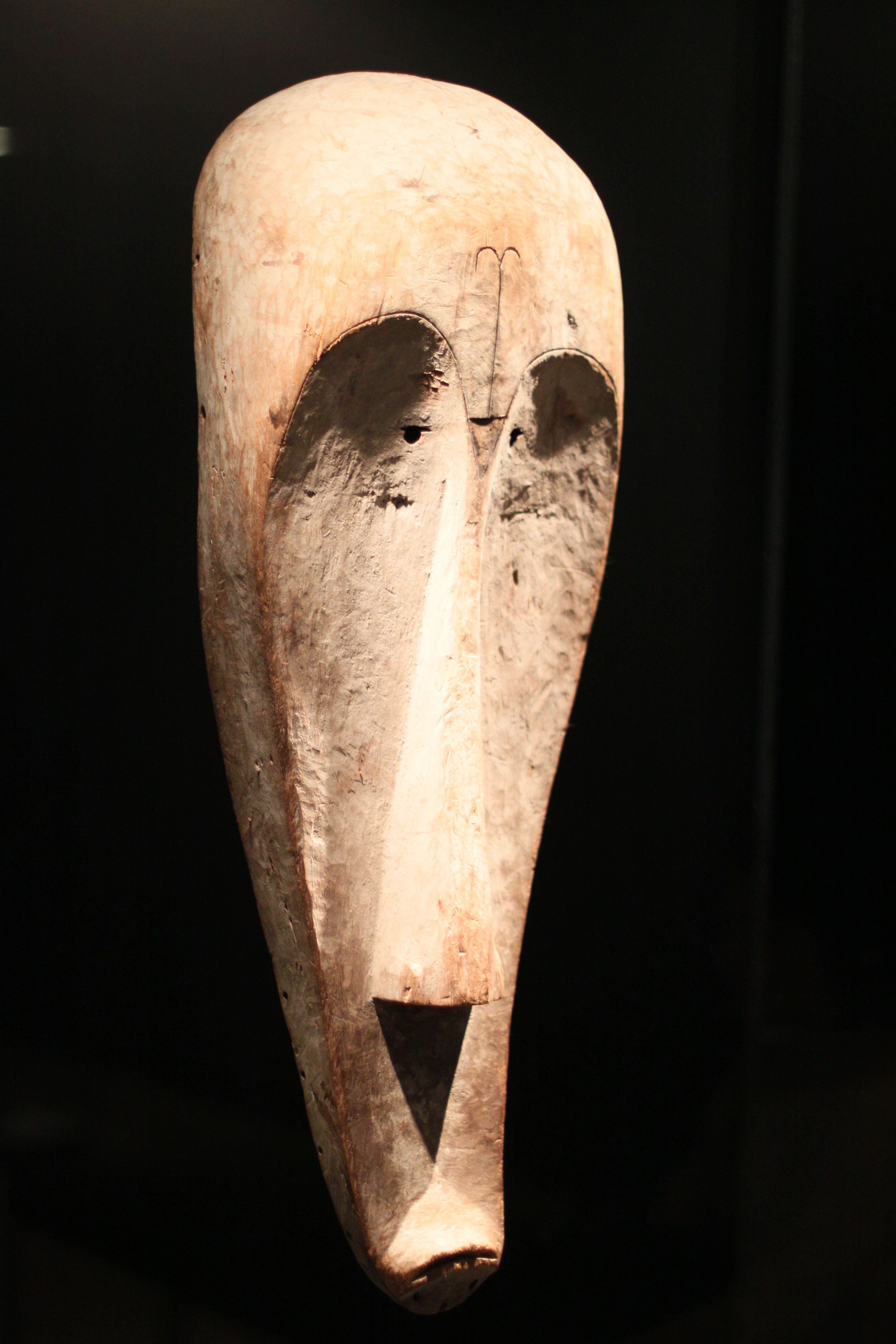
Маска народа фанг

Большинство Бети-пахуин были христианизированы к 1939 году. Однако большая часть при этом продолжает исполнять обряды их традиционных культов.
Традиционная религия фанг — бьери, представляет собой некий культ предков. Бьери постепенно вытесняется бвити, которую фанг позаимствовали у местных пигмейских племён. В основе бвити лежит приём ибогаина, энтеогена более сильного, чем алан. Распространён также культ предков, анимизм, представление о безличной сверхъестественной силе эвур (типа маны).